# 桨果鳞斑蟹
桨果鳞斑蟹（学名：Demania baccalipes）为扇蟹科鳞斑蟹属的动物。分布于日本、印度尼西亚、印度、斯里兰卡以及中国大陆的广东等地，生活环境为海水，常栖息于水深15-35米的岩石或碎贝壳海底。其生存的海拔范围为-35至-15米。